# Siersza

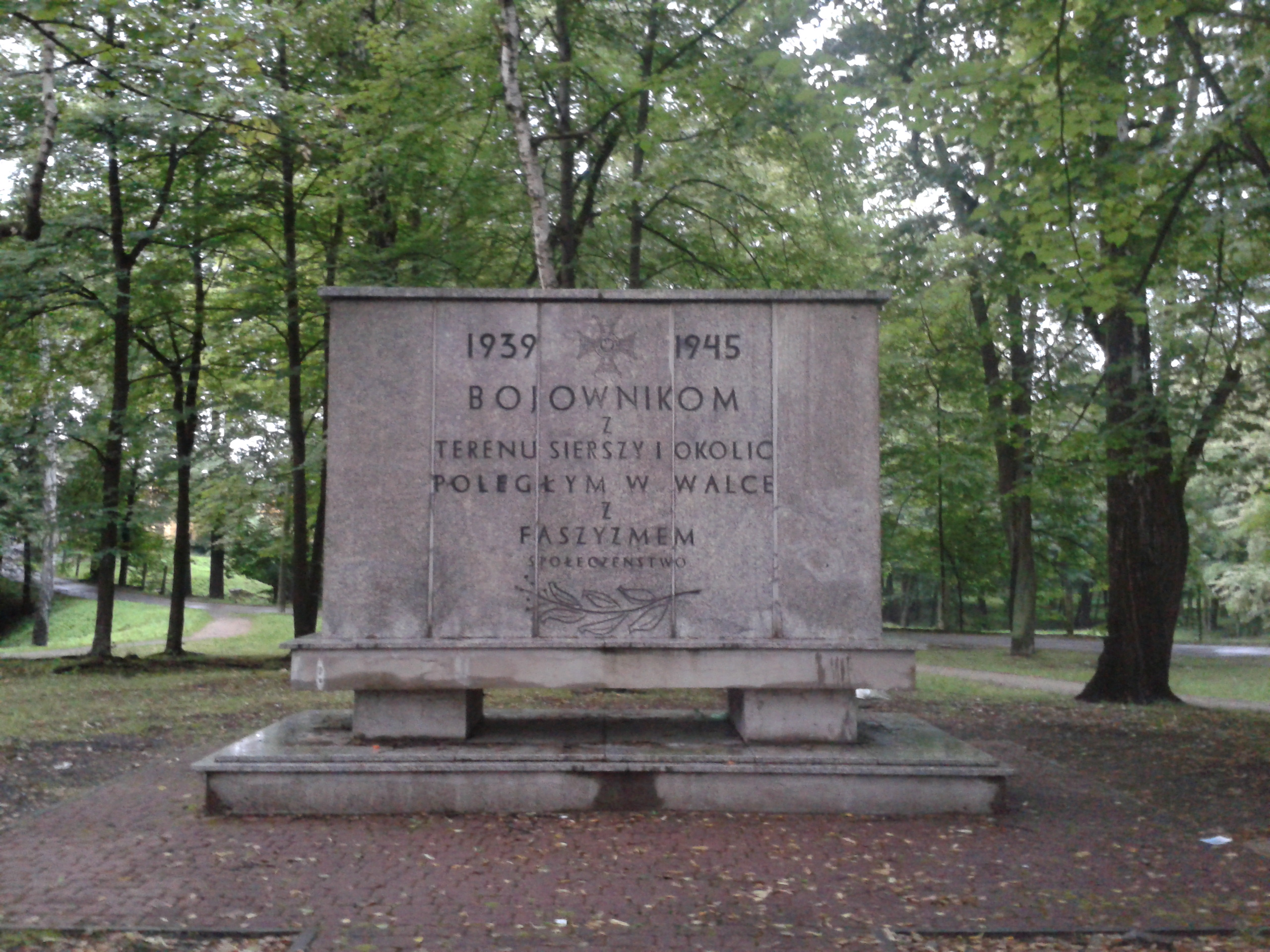
Pomnik bojowników z terenu Sierszy i okolic poległym w walce z faszyzmem

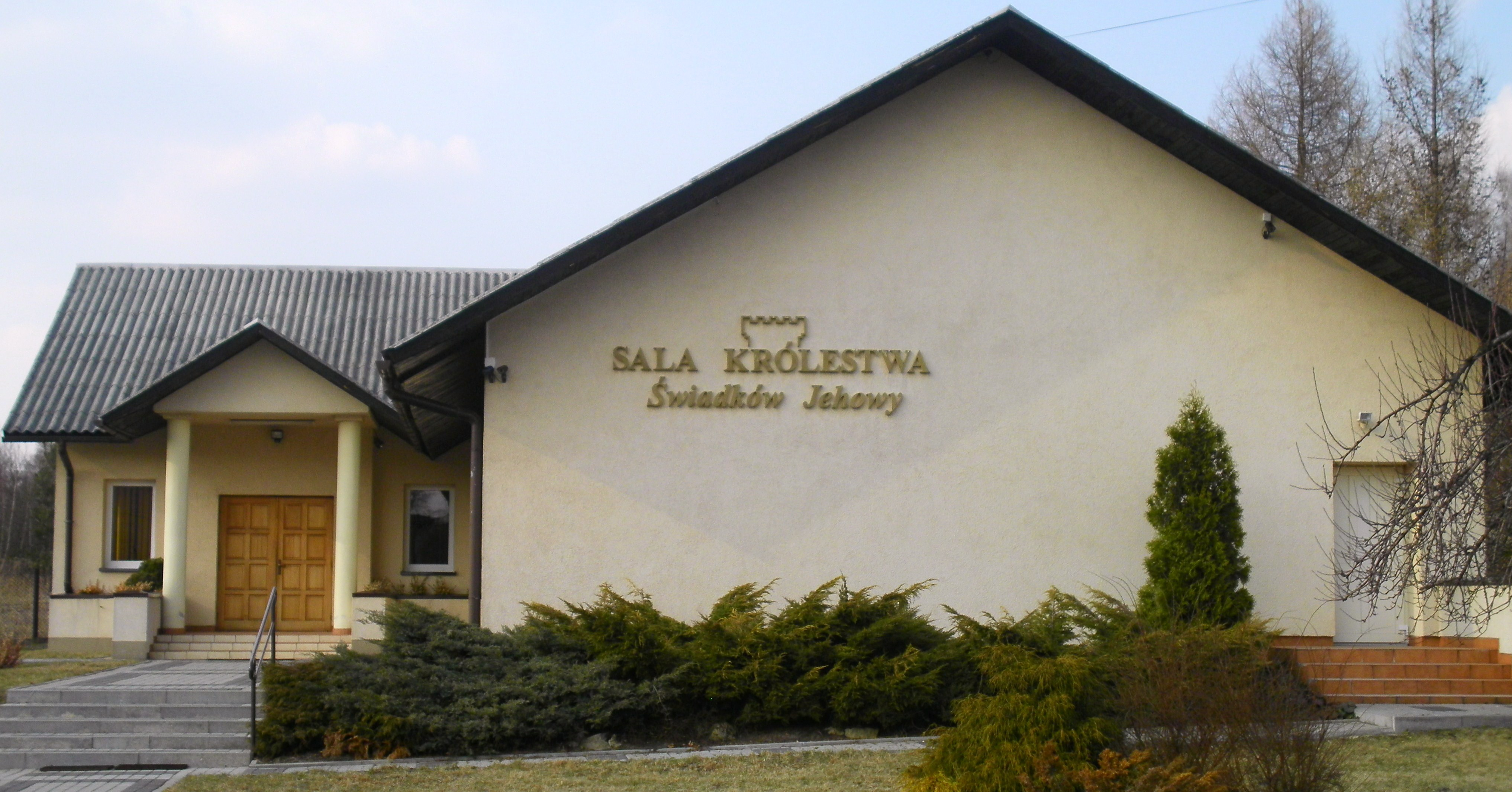
Sala Królestwa zboru Trzebinia-Siersza Świadków Jehowy

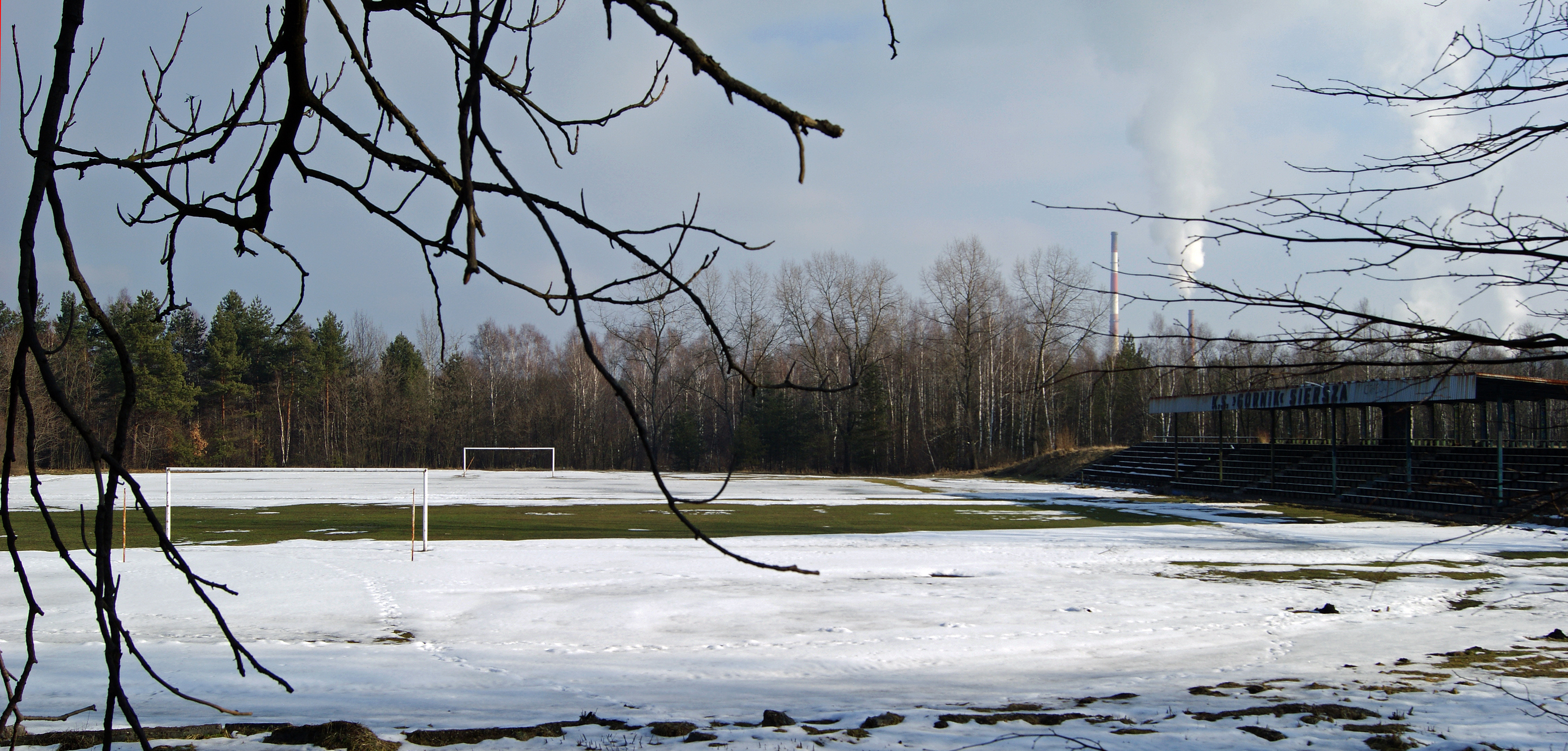
Stadion KS Górnik Siersza.

Siersza – osiedle miasta Trzebinia, w powiecie chrzanowskim, w województwie małopolskim. Siersza była jedną z najstarszych miejscowości Małopolski o bogatej tradycji górniczej i energetycznej oraz dużych walorach estetycznych: w pobliżu Sierszy powstała Kopalnia Węgla Kamiennego Siersza i Elektrownia Siersza.

## Podział administracyjny
Aktualnie na terenie dawnej gminy Siersza istnieją cztery osiedla miasta Trzebinia, ze swoimi radami. Są to:
- osiedle Siersza, obejmujące rejony: Góry Luszowskie, Huta, Kolonia, Misiury, Młyny, Stara Góra, Stara Maszyna, Świerczyna (nazywana niekiedy: Wygnanka, choć ta nazwa jest błędna, ale bardziej znana), Trentowiec;
- osiedle Gaj (obejmujące wybudowane od lat 50. XX w. w Sierszy osiedle mieszkaniowe o tej samej nazwie, tj. „osiedle Gaj”);
- osiedle Energetyków (dawne osiedle Awaryjne);
- osiedle Gaj Zacisze, utworzone w 2008 roku, w wyniku podziału osiedla Energetyków (jest to dawny przysiółek o nazwie Gaj, nazywany również potocznie „Gaj-Wieś”).

Obecnie w tych czterech osiedlach zamieszkuje około 6200 osób.

## Historia
W 1595 roku wieś położona w powiecie proszowskim województwa krakowskiego była własnością wojewodziców krakowskich: Gabriela, Andrzeja i Jana Magnusa Tęczyńskich.  
W lipcu 1913 w parku odsłonięto pomnik upamiętniający właściciela Sierszy Andrzeja Potockiego. Był to obelisk z porfiru z Miękini na betonowej podstawie, zakończony spiżowym orłem. Na obelisku umieszczono medalion z popiersiem Andrzeja Potockiego wykonany przez Jana Nowaka - ucznia profesora Laszczki.
Do 1954 roku była wsią. W tymże roku utworzono gromadę o nazwie Siersza (jednostka wiejska), w skład której obok Sierszy weszła wieś Góry Luszowskie oraz przysiółki Gaj (z sołectwa Myślachowice), Stara Góra (z sołectwa Luszowice) oraz niewielki obszar z miejscowości Ciężkowice (obecnie miasto Jaworzno) w sąsiedztwie rejonu Stara Maszyna. W 1958 roku przekształcono gromadę Siersza w osiedle (osiedle było wówczas jednostką administracyjną pośrednią między gromadą, czyli gminą o charakterze wiejskim, a miastem). Teren gromady i później osiedla Siersza był porównywalny z obszarem parafii rzymskokatolickiej w Sierszy pw. Niepokalanego Serca Najświętszej Marii Panny, powstałej w 1946 roku (parafia Siersza jest nieznacznie większa – dodatkowo do parafii należy Piła Myślachowicka z sołectwa Myślachowice). W roku 1951 ukrywał się tutaj kardynał Bolesław Kominek. Siersza jako samodzielna miejscowość istniała do końca 1968 roku. Od 1 stycznia 1969 roku do 31 stycznia 1977 roku współtworzyła miasto Trzebinia-Siersza.
Pod koniec lat 50. XX w. powstało na terenie Sierszy osiedle Gaj (obok przysiółka Gaj, zwanego obecnie potocznie: Gaj-Wieś), rozbudowywane do końca lat 70. XX w. W roku 1962 uruchomiono elektrownię, której nadano nazwę Siersza (obecnie: Południowy Koncern Energetyczny S.A. – Elektrownia Siersza w Trzebini). Wraz z nią powstało osiedle Awaryjne Elektrowni Siersza (na terenie przyłączonym ze wsi Myślachowice). W latach 80. XX w. Elektrownia Siersza wybudowała jeszcze kilka bloków mieszkalnych w sąsiedztwie osiedla Awaryjnego. Na początku lat 90. XX w. przemianowano osiedle Awaryjne wraz z nowymi blokami mieszkalnymi na osiedle Energetyków.

## Historia Kopalni Węgla KamiennegoSiersza
Początki kopalni datuje się na rok 1861 kiedy to uruchomiono kopalnię pod nazwą Nowa Izabela. W roku 1884 uruchomiono nowy szyb Artur, od którego kopalnia przyjęła nazwę. W 1947 roku dołączono do niej kopalnię Zbyszek pod wspólną nazwą Siersza. W 1951 roku połączona została z kopalnią Krystyna w Tenczynku. W latach 70. XX w. wybudowano i oddano do użytku pierwszą magistralę węglową w Europie, łączącą KWK Siersza z Elektrownią Siersza, która umożliwiała transport urobku za pomocą taśmociągów do samej elektrowni. W latach 90. XX w. w zakładzie głównym znajdowały się szyby: Artur Główny, Artur Nowy, Artur IV i Artur III natomiast poza zakładem szyb Zbyszek i Paula w Trzebini, szyb Zofia i szyb wentylacyjny Misiury w Sierszy, szyb wentylacyjny Walter w Myślachowicach oraz najmłodszy, szyb Wschodni w Karniowicach. Kopalnia posiadała wentylatory głównego przewietrzania przy szybach Artur-Główny, Zbyszek, Walter, Zofia i Wschodni. Mimo podjętych działań reorganizacyjnych (likwidacja zbędnych obiektów i szybów, budowa odsiarczalni węgla) i oszczędnościowym, 1 listopada 1999 roku rozpoczęto likwidację i w 2001 roku kopalnie zamknięto. Większość budynków i obiektów została wyburzona, a teren wyplantowany. Pozostawiono jedynie budynek wieży szybowej i nadszybia oraz maszyny wyciągowej szybu Zbyszek w Trzebini jako pamiątka po górnictwie węglowym ziemi trzebińskiej. Również w tym miejscu, w innych budynkach pokopalnianych została zorganizowana wystawa po byłym przemyśle wydobywczym w Trzebini.

## Edukacja
Na terenie Sierszy znajdują się następujące szkoły:
- Przedszkola
  - Przedszkole Samorządowe nr 3 w Sierszy
  - Niepubliczne Przedszkole Artystyczno – Językowe „Błękitna Laguna”
- Szkoły podstawowe:
  - Szkoła Podstawowa nr 5

## Sport
Swoją siedzibę ma tu założony w 1946 roku klub piłkarski Górnik Siersza.

## Zabytki
Obiekty wpisane do rejestru zabytków nieruchomych województwa małopolskiego.

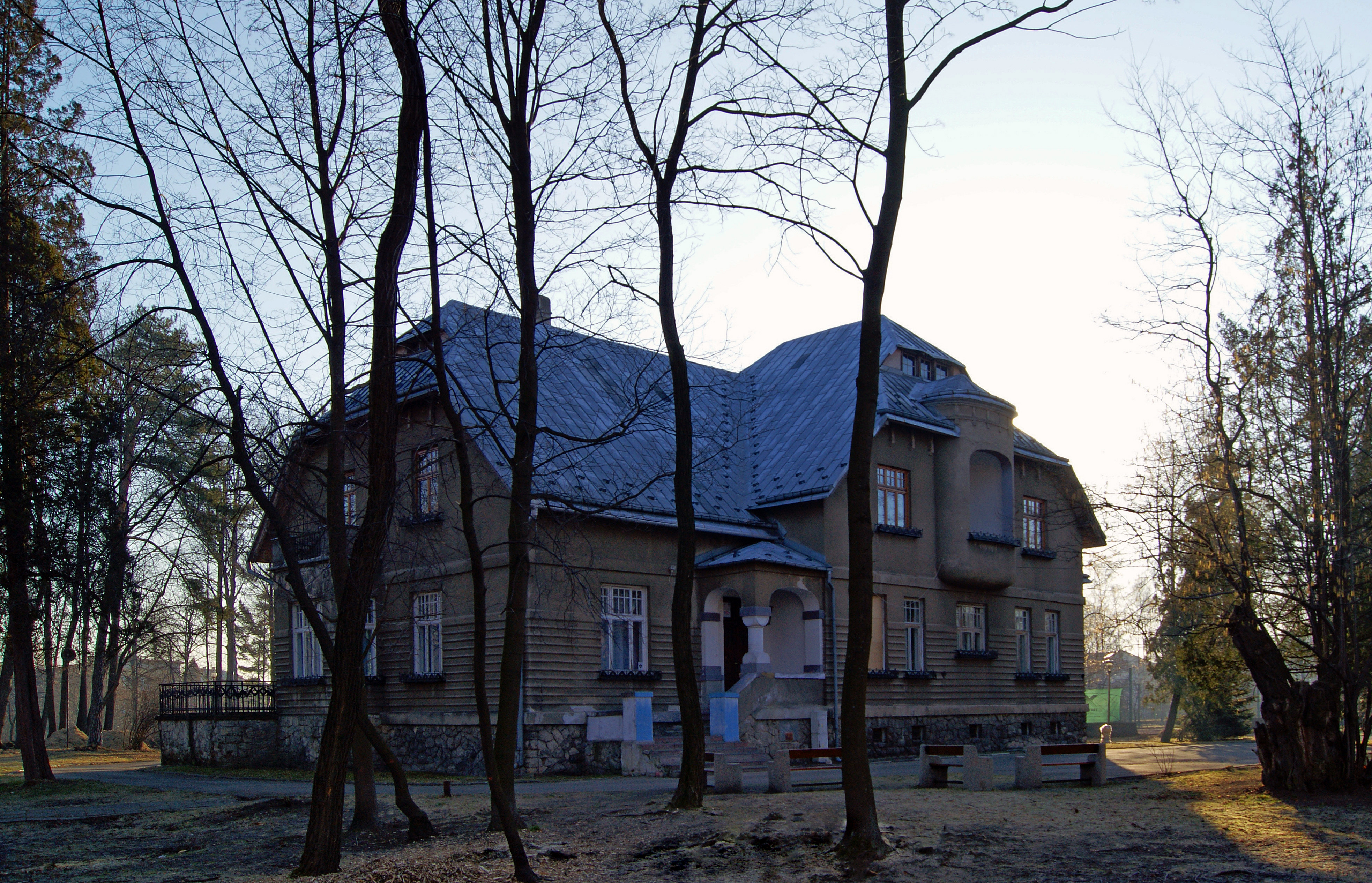
Willa NOT przy ul. Grunwaldzkiej, z domkiem ogrodnika oraz parkiem z lat 1907–1909.
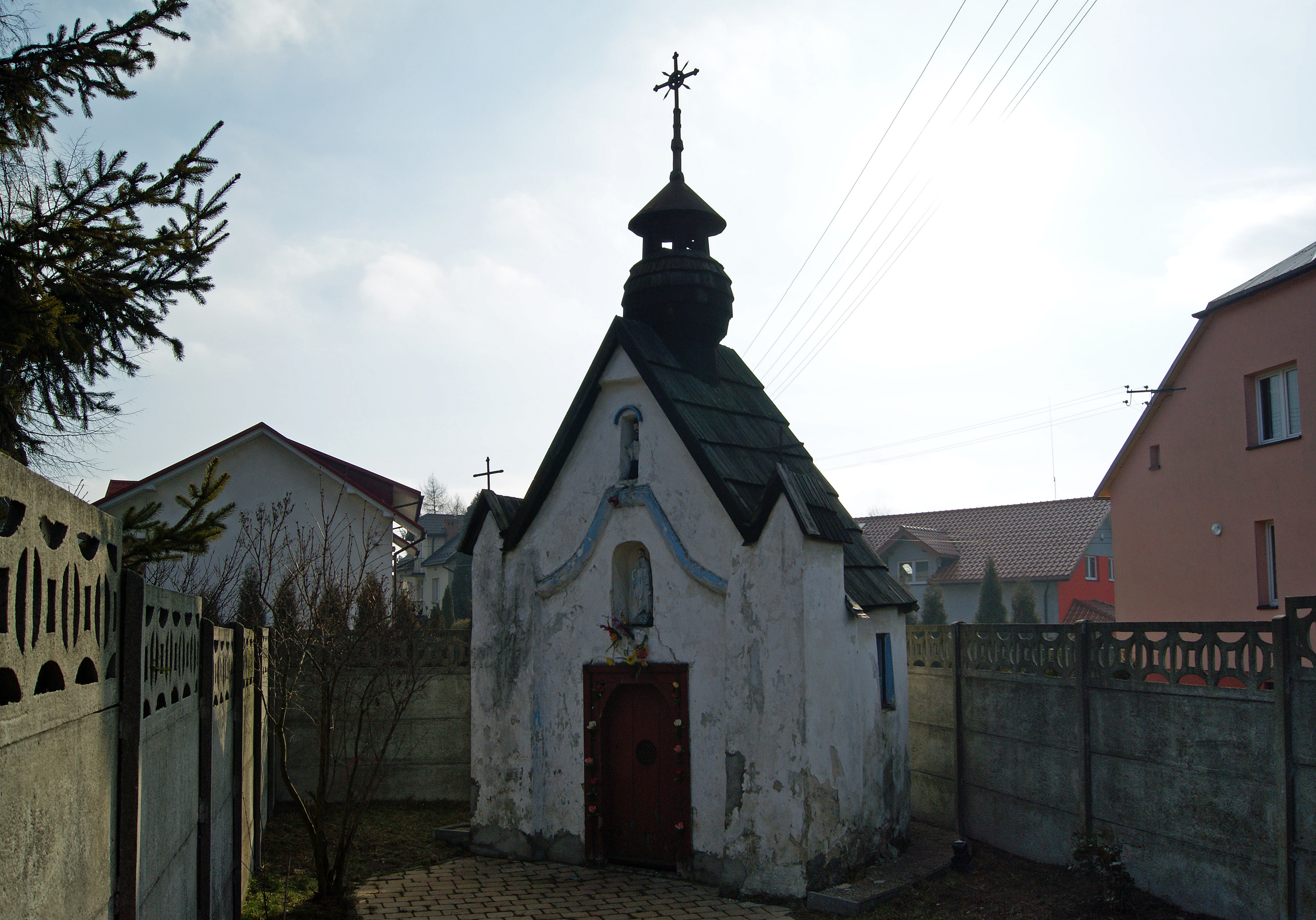
Kaplica z pocz. XIX wieku przy ul. Chrzanowskiej

## Urodzeni w Sierszy
- Józef Bakon – polski polityk, członek Polskiej Organizacji Wojskowej, poseł na Sejm IV kadencji w II RP.